# Jumpei Arai (fodboldspiller, født 1994)
 For alternative betydninger, se Jumpei Arai. (Se også artikler, som begynder med Jumpei Arai)
Jumpei Arai (født 12. november 1994) er en japansk fodboldspiller, som spiller for den japanske fodboldklub FC Ryukyu.